# Tjøme
Tjøme – norweskie miasto i gmina leżąca w regionie Vestfold.
Tjøme jest 424. norweską gminą pod względem powierzchni. Najbardziej wysunięty na południe kraniec gminy jest punktem widokowym o nazwie Verdens ende.

## Demografia
Według danych z roku 2005 gminę zamieszkuje 4582 osób. Gęstość zaludnienia wynosi 121,73 os./km². Pod względem zaludnienia Tjøme zajmuje 210. miejsce wśród norweskich gmin.
| ludność stan na 1 stycznia 2005 |         |           |       |
|                                 | kobiety | mężczyźni | razem |
| osób                            | 2254    | 2328      | 4582  |
| %                               | 49,19%  | 50,81%    | 100%  |

| wykształcenie stan na 1 października 2004 |        |         |        |        |
|                                           | podst. | średnie | wyższe | niezn. |
| osób                                      | 535    | 2034    | 924    | 102    |
| %                                         | 14,88% | 56,58%  | 25,7%  | 2,84%  |

## Edukacja
Według danych z 1 października 2004:
- liczba szkół podstawowych (norw. grunnskolar): 3
- liczba uczniów szkół podst.: 635

## Władze gminy
Według danych na rok 2011 administratorem gminy (norw. rådmann) jest Christine Norum, natomiast burmistrzem (norw. ordfører, d. borgermester) jest Bente Kleppe Bjerke.